# Cerocala masaica
Cerocala masaica là một loài bướm đêm trong họ Erebidae.